# Katër i Radës
La motovedetta A451 soprannominata Katër i Radës (ovvero, in italiano: Quattro in Rada) fu una delle 11 unità di costruzione sovietica della classe PO 2, (progetto R376 Yaroslavets) cedute alla Marina militare albanese tra il 1957 e il 1960. È tristemente nota per il suo naufragio del 1997.

## Storia
La Katër i Radës, realizzata in Unione Sovietica negli anni cinquanta come motosilurante, era stata trasformata in pattugliatore costiero negli anni settanta.

### Naufragio del 1997
La Katër i Radës fu rubata al porto di Santi Quaranta da gruppi criminali che gestivano il traffico di immigrati clandestini. Il naufragio dell'imbarcazione avvenne nel Canale d'Otranto durante un inseguimento da parte della corvetta italiana Sibilla, il Venerdì Santo, 28 marzo 1997, incidente nel quale morirono 81 persone di cui furono ritrovati soltanto 57 corpi e ne risultarono dispersi 24.
Le operazioni di recupero del relitto, adagiatosi sul fondale a una profondità di circa 800 metri, iniziarono il 19 ottobre e si conclusero la sera del 23 ottobre 1997.
In Cassazione le condanne definitive per i comandanti delle due unità furono parzialmente modificate: 2 anni al comandante del Sibilla, Fabrizio Laudadio; 3 anni e 6 mesi a Namik Xhaferi che era al comando della Katër i Radës. Dopo esser stata salvata dalla demolizione, dall'estate del 2011 l’imbarcazione è stata monumentalizzata ed esposta in un'area verde adiacente al porto del comune di Otranto.